# Балка Нікішина
Балка Нікішина, Никишина, Балка Широка — балка (річка) в Україні у Шахтарському районі Донецької області. Права притока річки Міусу (басейн Азовського моря).

## Опис
Довжина балки приблизно 8,29 км, найкоротша відстань між витоком і гирлом — 8,24  км, коефіцієнт звивистості річки — 1,01 . Формується декількома балками та загатами.

## Розташування
Бере початок на південно-східній околиці села Нікішине. Тече переважно на півдненний схід понад селами Веселе, Тимофіївкою, через село Стрюкове і впадає у річку Міус.

## Цікаві факти
- Біля витоку на лівому березі балки розташований заказник Круглик[4].
- У XX столітті на балці існували молочно,- птице,- свинно-тваринні ферми (МТФ, ПТФ, СТФ), газгольдер, декілька газових свердловин та декілька працюючих та непрацюючих шахт[2].